# Rodesia del Norte
Rodesia del Norte, actualmente Zambia, fue una colonia británica formada en 1911 mediante la fusión de los dos protectorados anteriores de Barotselandia-Rodesia del Noroeste y Rodesia del Nordeste y controlada por la Compañía Británica de África del Sur hasta 1923. Desde 1924, el territorio pasó a ser un protectorado, mientras que la colonia vecina de Rodesia del Sur obtenía la autonomía, pero aún como territorio de la corona. La razón de este cambio fue la intención de Cecil Rhodes de juntar las dos Rodesia con la entonces Unión Sudafricana. En 1953, Rodesia del Norte se unió a Rodesia del Sur y a Nyasalandia (actual Malaui) en lo que los británicos llamaron la Federación de Rodesia y Nyasalandia, que duró hasta 1963, dando paso a la independencia de Zambia, el 24 de octubre de 1964.
El nombre "Rodesia" se derivó de Cecil John Rhodes, el capitalista británico y constructor del imperio que fue una figura guía en la expansión británica al norte del río Limpopo hacia el centro-sur de África. Rhodes empujó la influencia británica en la región al obtener derechos mineros de los jefes locales en virtud de tratados cuestionables. Después de hacer una gran fortuna en la minería en Sudáfrica, su ambición era extender el Imperio británico hacia el norte, hasta El Cairo si era posible, aunque esto estaba mucho más allá de los recursos de cualquier empresa comercial para lograrlo. El enfoque principal de Rhodes estaba al sur del Zambezi, en Mashonalandia y las áreas costeras al este, y cuando la riqueza esperada de Mashonalandia no se materializó, quedó poco dinero para un desarrollo significativo en el área al norte del Zambezi, que él quería. que se mantenga lo más barato posible. Aunque Rhodes envió colonos europeos al territorio que se convirtió en Rhodesia del Sur, limitó su participación al norte del Zambezi a alentar y financiar expediciones británicas para llevarlo a la esfera de influencia británica.
Sus capitales fueron primero Livingstone, hasta 1935, y luego Lusaka.